# Feri Midžan
Feri Midžan (Tomina, 15. kolovoza 1922.), hrvatski je književnik.

## Životopis
Feri Midžan rođen je u Tomini blizu Sanskoga Mosta 1922. godine. Pučku školu svršio je u Tomini, a gimnaziju u Prijedoru i Zagrebu. Preživio je križni put i logor, a nakon toga zaposlio se kao službenik, te je svršio višu komercijalnu školu u Zagrebu. 1964. godine otišao je u emigraciju, u Kanadu i tamo studirao ekonomiju na "Alexander Business Collegeu" u Montrealu a nakon svršetka studija otišao je u Toronto i otvorio vlastiti ured za računovodstvo, a istodobno se školovao na "George Brown Collegeu".

## Književno stvaralaštvo
U njegovoj pripovijetki Ciganka (1952.) sve su osobe idealizirane i nitko nije negativan, a "takav pristup gradivu zahtijevao je mnogo jače opisne oštrine i naboje susreta, ljudske upotpune i potrebe međusobnosti" (Vinko Grubišić).
U emigraciji povremeno je surađivao pjesmama u hrvatskim iseljeničkim časopisima a jednim je od pokretača i redovitih suradnika lista Novi behar, u izdanju Hrvatskoga islamskoga centra u Torontu.

## Djela
- Sjećanja, Toronto, 1980.
- Kikićev put u smrt, Toronto, 1980.
- Kikićev put u smrt: sjećanja, Hrvatski informativni centar, Zagreb, 1993.
- Etina ljubav: (dokumenti bosanskog vremena), vl. naklada, Zagreb, 1994.
- Ratni zapisi: (sjećanja hrvatskog domobrana iz emigracije), vl. naklada, Zagreb, 1994.

## Vanjske poveznice
- (engl.) Canadian-Croatian literary relations, str. 95.  Arhivirana inačica izvorne stranice od 27. veljače 2020. (Wayback Machine), u: Unknown journey: a history of Croatians in Canada  Arhivirana inačica izvorne stranice od 27. veljače 2020. (Wayback Machine), ucalgary.ca